# Ceglédi Zoltán
Ceglédi Zoltán (Tiszaföldvár, 1979. augusztus 12. –) magyar politikai elemző, publicista, jogász és humorista.

## Életútja
Gyermekkorát Tompán töltötte, Baján végezte a gimnáziumot, s ezt követően a Pécsi Tudományegyetemen szerezte meg jogi diplomáját. 2004 óta Budapesten él. 
Három éven keresztül, 2008 februárjáig volt az SZDSZ sajtóreferense, ezután hét évig a Republikon Intézet vezető tanácsadója. 2015 óta saját cégét vezeti. Szakterülete a politikai PR és kommunikáció. 2020-ban néhány hónapig Donáth Anna EP-képviselő tanácsadója volt.
Írásai a hvg.hu-n és a 168 Órában jelennek meg. Gyakran szerepel elemző- és vitaműsorokban, 2017-től rendszeres vendégfellépő a Dumaszínházban.
2014–2016 között a Heti Hetes című műsor vendége is volt.